# Лирохвостый бархатный ткач
Лирохво́стый ба́рхатный ткач (лат. Euplectes jacksoni) — вид птиц семейства ткачиковых. Видовое название дано в честь английского орнитолога Фредерика Джона Джексона (1859—1929).

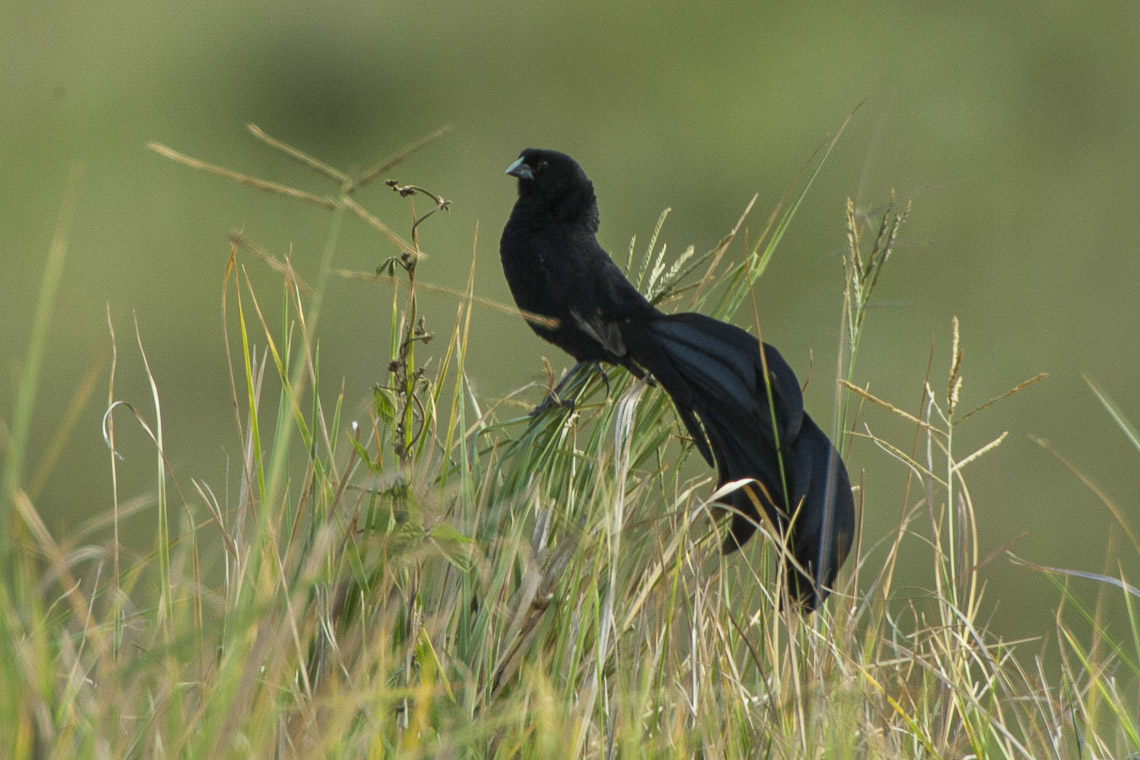
Самец во время токования, 24.02.2008, Нгоронгоро, Танзания.

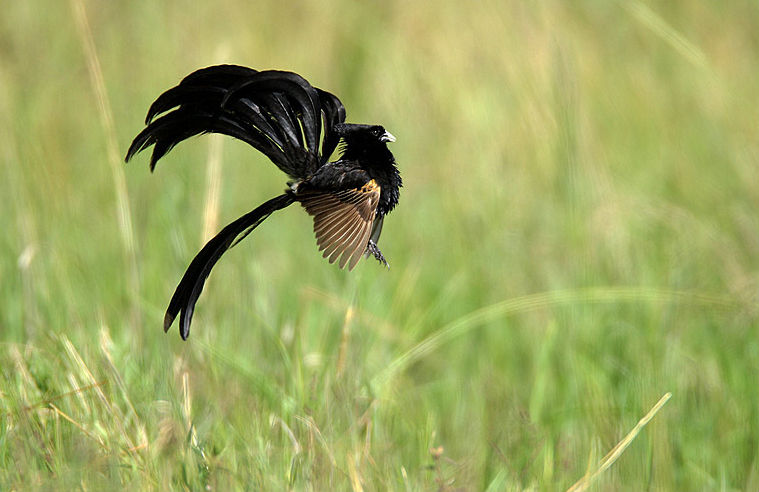
Самцы в период токования исполняют в группах танцы, подпрыгивая на ровных травянистых участках.

Длина тела около 14 см, с хвостом в брачном наряде около 30 см, масса 40—49 г, самка немного меньше. У птицы сильный светлый, конический клюв, чёрные глаза и тёмно-коричневые ноги. Окраска самца жёлто-коричневая на плечах, в брачном наряде окраска оперения чёрная с жёлто-коричневыми полосами на крыльях, в полёте крылья кажутся коричневыми, хвост опущен вниз. В зимнем наряде самец похож на самку, со светлой полосой над глазом, окраска верхней части тела желтовато-коричневого цвета, нижняя часть тела слегка штрихована.
Вид распространён на пастбищах и зерновых полях на высоте 1500—3000 м в Кении и Танзании.
Птицы питаются семенами трав, например Themeda triandra, просо или насекомыми.
Самцы в период токования исполняют в группах танцы, подпрыгивая на ровных травянистых участках. Сезон размножения длится с декабря по январь и с апреля по июнь, в Кении также с августа по сентябрь и в ноябре, в зависимости от сезона дождей.